# Brenierea insignis
Brenierea insignis är en ärtväxtart som beskrevs av Jean-Henri Humbert. Brenierea insignis ingår i släktet Brenierea och familjen ärtväxter. Inga underarter finns listade i Catalogue of Life.